# 大胡利亞基
50°9′57″N 29°41′54″E / 50.16583°N 29.69833°E
大胡利亞基（烏克蘭語：Великі Гуляки）是位於烏克蘭北部的村莊，由基辅州法斯蒂夫區的托馬希夫卡市鎮負責管轄。該村始建於1445年，面積16.2平方公里，海拔高度177米，2001年人口577，人口密度每平方公里35.6人。